# Un Poco de Tu Amor
Un poco de tu amor - singel meksykańskiej grupy RBD, znajdujący się na płycie Rebelde, nagranej w 2004 roku. Piosenka została niejednokrotnie użyta w telenoweli Rebelde, gdzie występował zespół.

## Notowania w różnych krajach
| Rok  | Tytuł                | Album     | Miejsce | Miejsce | Miejsce | Miejsce |
| Rok  | Tytuł                | Album     | USA     | MEX     | BRA     | latin   |
| ---- | -------------------- | --------- | ------- | ------- | ------- | ------- |
| 2005 | "Un poco de tu amor" | "Rebelde" | 2       | 1       | -       | 3       |